# Mortimer Fitzland Elliott
Mortimer Fitzland Elliott (* 24. September 1839 bei Wellsboro, Pennsylvania; † 5. August 1920 in Mansfield, Pennsylvania) war ein US-amerikanischer Politiker. Zwischen 1883 und 1885 vertrat er den Bundesstaat Pennsylvania im US-Repräsentantenhaus.

## Werdegang
Mortimer Elliott besuchte die öffentlichen Schulen seiner Heimat sowie die Wellsboro Academy und danach die Alfred University im Allegheny County. Nach einem Jurastudium und seiner 1860 erfolgten Zulassung als Rechtsanwalt begann er in Wellsboro in diesem Beruf zu arbeiten. Gleichzeitig schlug er als Mitglied der Demokratischen Partei eine politische Laufbahn ein. Im Jahr 1873 nahm er als Delegierter an einem Verfassungskonvent des Staates Pennsylvania teil.
Bei den Kongresswahlen des Jahres 1882 wurde Elliott im damals neu eingerichteten staatsweiten 28. Wahlbezirk von Pennsylvania in das US-Repräsentantenhaus in Washington, D.C. gewählt, wo er am 4. März 1883 sein neues Mandat antrat. Da er im Jahr 1884 nicht bestätigt wurde, konnte er bis zum 3. März 1885 nur eine Legislaturperiode im Kongress absolvieren. Nach seiner Zeit im US-Repräsentantenhaus praktizierte Elliott wieder als Anwalt. Dabei arbeitete er vor allem für die Standard Oil Company in New York City. Er starb am 5. August 1920 in Mansfield und wurde in Wellsboro beigesetzt.